# スウェーデン国際開発協力庁
スウェーデン国際開発協力庁（スウェーデンこくさいかいはつきょうりょくちょう Sida：Swedish International Development Cooperation Agency）は、スウェーデンの政府機関で、開発協力を担当する。
外務省に属する。目的は「貧しい人の生活向上が可能となるよう貢献する」こと。
国際社会の人権尊重や民主主義の発展、エイズ問題、そしてLGBTの問題にも取り組んでおり、ワールドアウトゲームズへの資金的協力等がジョグジャカルタ原則にかかるActivist's Guideの106から108ページにおいても紹介されている。